# (5912) Oyatoshiyuki
(5912) Oyatoshiyuki est un astéroïde de la ceinture principale.

## Description
(5912) Oyatoshiyuki est un astéroïde de la ceinture principale. Il fut découvert le 20 décembre 1989 à Ojima par Tsuneo Niijima et Takeshi Urata. Il présente une orbite caractérisée par un demi-grand axe de 2,41 UA, une excentricité de 0,17 et une inclinaison de 3,4° par rapport à l'écliptique.

## Compléments